# برترام جاي رودجرز
برترام جاي رودجرز (بالإنجليزية: Bertram J. Rodgers)‏ هو ضابط أمريكي، ولد في 19 مارس 1894 في Knoxville (Pittsburgh) ‏ في الولايات المتحدة، وتوفي في 30 نوفمبر 1983 في كورونادو في الولايات المتحدة.